# Dorfkirche Windberge

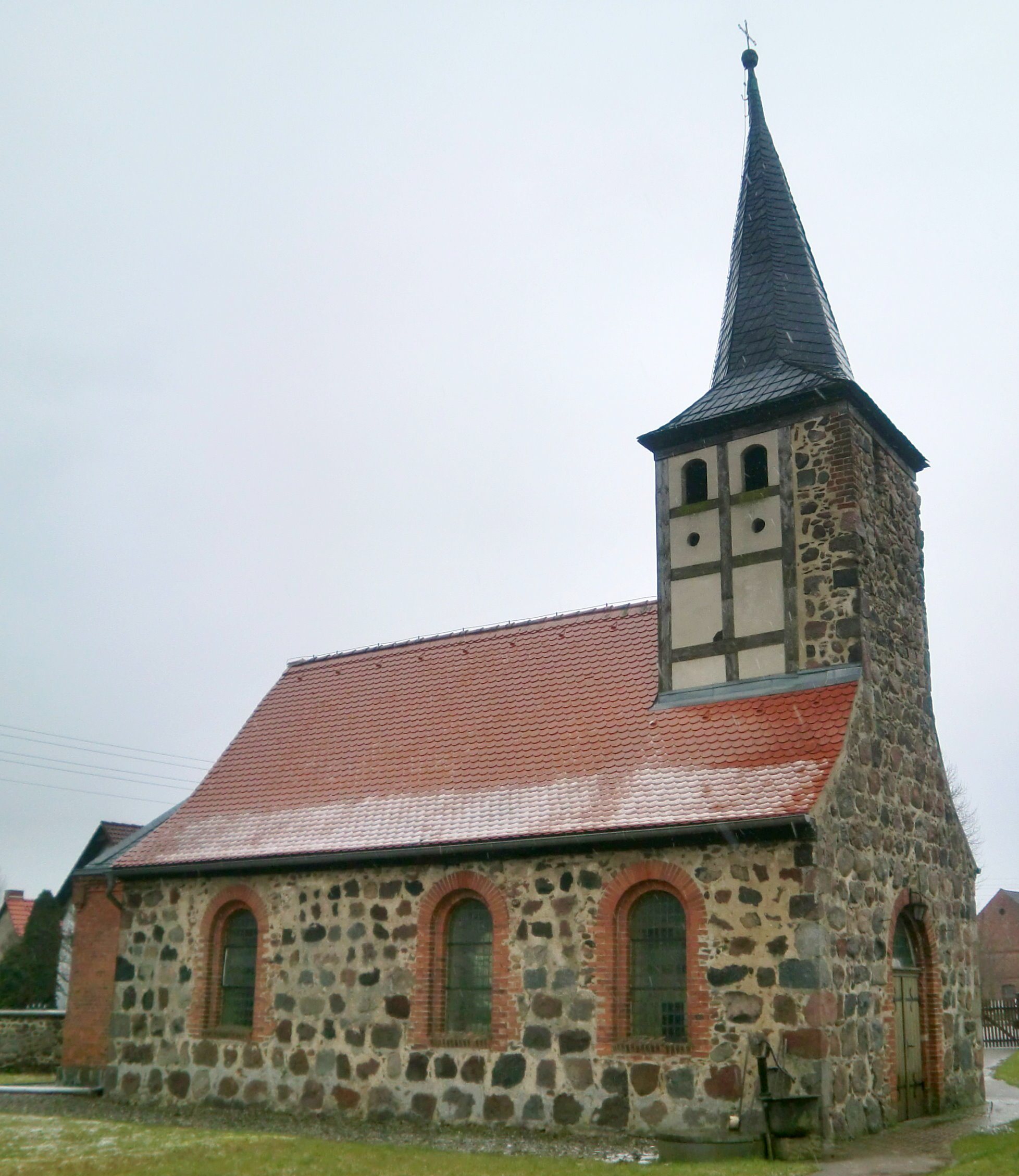
Dorfkirche Windberge – Blick von Nordwesten

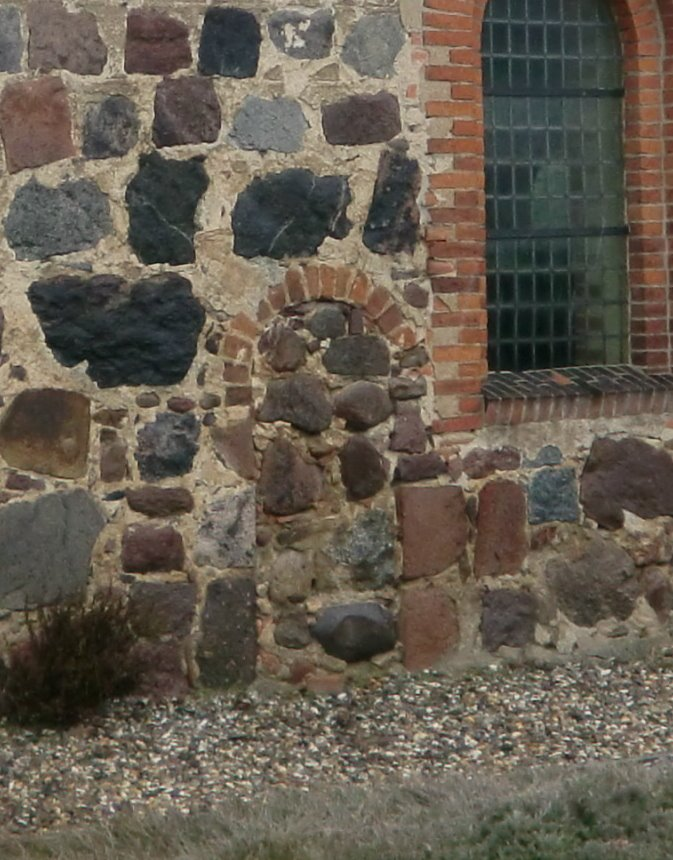
Vermauerter Rundbogen an der Südseite

Die Dorfkirche Windberge ist die evangelische Kirche des Dorfes Windberge in der Altmark in Sachsen-Anhalt.

## Architektur und Geschichte
Die auf rechteckigem Grundriss aus Feldsteinen erbaute Kirche entstand Mitte des 13. Jahrhunderts in der Zeit der Romanik. Ursprünglich verfügte die Kirche nicht über einen Turm, sondern über einen an der Westseite befindlichen Glockengiebel. Anfang des 18. Jahrhunderts erhielt die kleine Kirche einen aus Fachwerk errichteten Dachturm, der den alten Glockengiebel mit einbezog. Das Fachwerk ist mit Backsteinen ausgemauert und verputzt. Bekrönt wird der Turm durch einen achteckigen Spitzhelm. In den Jahren 1756/66 erfolgte ein Umbau. Ende des 19. Jahrhunderts erhielt das Kirchenschiff seine heutigen Rundbogenfenster. An der Ostseite wurde der aus Backstein errichtete Chor angefügt.
Von der ursprünglichen Bauausführung der Kirche sind auf der Südseite noch zwei kleine vermauerte Rundbogenportale zu erkennen.

## Innengestaltung
Das Kircheninnere verfügt über eine flache Decke. Im Chor besteht ein Kreuzgratgewölbe, der flache Triumphbogen ist abgestuft. Das dort befindliche runde Fenster zeigt in einer auf das Jahr 1898 datierten Glasmalerei Christus als Weltenrichter. Die Ausstattung stammt einheitlich vom Ende des 19. Jahrhunderts. Während des Zweiten Weltkrieges wurden die seitlichen Fenster des Kirchenschiffs zerstört. Nach Kriegsende erhielten sie eine neue Bleiverglasung.
Südlich der Kirche steht ein Kriegerdenkmal, welches der im Ersten Weltkrieg gefallenen Bürger Windberges gedenkt.